# The 8th Son? Are You Kidding Me?
The 8th Son? Are You Kidding Me? (яп. 八男って、それはないでしょう！ хатинан ттэ, сорэ ва най дэсё:, букв. «Восьмой сын? Да не может этого быть!») — японский роман автора Y.A., выходивший на любительском сайте Shōsetsuka ni Narō с 2013 по 2017 год. С 2014 года издаётся под импринтом MF Books издательства Media Factory с иллюстрациями Фудзитёко.
История была адаптирована в формате манги Хироки Кусумото, выходящей на сайте ComicWalker издательства Kadokawa Shoten с 2015 года. Она была издана в виде семи танкобонов.
Студии Shin-Ei Animation и SynergySP создали аниме-адаптацию истории, премьерная трансляция которой началась 2 апреля 2020 года.

## Сюжет
Синго Итиномия был обычным 25-летним офисным служащим, пока однажды он не заснул и не проснулся в фэнтези мире. Более того, он оказался в теле 5-летнего мальчика. Вскоре из воспоминаний мальчика он узнает, что он родился самым младшим ребенком в бедной дворянской семье, живущей в глуши. Не имея административных навыков, он ничего не может сделать, чтобы управлять обширной землей, которую имеет его семья. Он наделён очень редким талантом к магии. Хотя его талант мог принести процветание его семье, в его ситуации это только привело к катастрофе. Это история о мальчике Венделине фон Бенно Бомейстере, открывающем свой путь в суровом мире.

## Персонажи
Венделин фон Бенно Баумейстер (яп. ヴェンデリン) / Синго Итиномия (яп. 一宮しんご Итиномия Синго) — главный герой истории. Когда-то он был наемным работником по имени Синго Итиномия, пока не переродился в волшебный мир в качестве восьмилетнего сына Артура фон Бенно Баумейстера. Сначала Венделин беспокоится о своём будущем, поскольку он вряд ли унаследует что-либо от своей семьи как младшего сына, пока не встретил Альфреда Рейнфорда, бывшего придворного волшебника, который учит его колдовству и делает его опытным магом. По мере развития сериала он формирует партию искателей приключений со своими бывшими одноклассниками и друзьями, где он прославляется не только своей мощной магией, но также находит потерянные магические руины и побеждает могущественных монстров. В конце концов он получает награду за свои достижения от короля, где ему присвоено звание графа, его собственные земли для управления и по закону разрешено вступать в полигамный брак. Позднее Венделин женится на пяти своих спутницах, а затем на своей бывшей невестке.
Сэйю: Такума Тэрасима (Drama CD), Сидзука Исигами (в детстве), Дзюнъя Эноки (взрослый)
Элиз Катарина фон Хоэнхайм (яп. エリーゼ Эри:дзэ) — жрица и одна из спутников партии Венделина. Прозванная народом «Святая» за ее доброту, целебные свойства и внучку кардинала церкви королевства, её дедушка устраивает политический брак между Элиз и Венделином, надеясь заключить союз с грядущим народным дворянином. Несмотря на их организованную помолвку, Элиз искренне влюбляется в Венделина, поскольку они оба понимают бремя нахождения в центре внимания. Позже она выходит замуж за Венделина.
Сэйю: Саори Хаями (Drama CD), Асука Ниси (аниме)
Эльвин фон Альхим (яп. ヴェンデリン Эрувин фон Аруниму) — рыцарь и один из спутников в партии Венделина. Будучи одноклассником Венделина во время учебы в академии, Эрвин хочет найти себе славу и удачу, скорее полагаясь на свою благородную семью. После того, как Венделин становится графом, Эрвин обещает верность своему лучшему другу в качестве первого слуги и личной охраны, а затем вступает в бой с одним из своих товарищей по команде Харукой.
Сэйю: Сётаро Морикубо (Drama CD), Хиро Симоно (аниме)
Лина Сюзан Хиренбрант (яп. ヴェンデリンヴェンデリン) — копейщица и одна из спутников партии Венделина. Дочь семьи практикующих копьем, она стала авантюристкой после того, как ее заставили покинуть семью после того, как она избила и унизила своих старших братьев в сражении с копьем. Она влюбилась в Венделина, так как они были одноклассниками, но из-за того, что ее семья была вассалами, она сначала считает, что не может на законном основании выйти за него замуж. Тем не менее, Венделин говорит, что любит их обоих и вместо этого сделает их обеими женами. Благодаря славе и службе королевству, король поднимает Лину до дворянского звания, позволяя ей выйти замуж за Венделина.
Сэйю: Эрика Мацуи (Drama CD), Микако Комацу (аниме)
Луиза Йоранде Аорелия Уфельбейк (яп. ヴェンデリン) — мастер боевых искусств и одна из спутников партии Венделина. Умелая направлять магию в физический бой, она стала авантюристом после того, как ее семья выгнала ее за обладание чрезмерным запасом маны. Она влюбилась в Венделина, так как они были одноклассниками, но из-за того, что они простолюдины, она сначала считает, что не может на законном основании выйти за него замуж, но вместо этого быть его любовницей. Тем не менее Венделин говорит, что любит их обоих и вместо этого сделает их обеими женами. Благодаря славе и службе королевству, король возводит Луизу в дворянское звание, позволяя выйти замуж за Венделина.
Сэйю: Асами Имаи (Drama CD), Юуна Мимура (аниме)
Ину (яп. ヴェンデリン)
Сэйю: Ю Санада (Drama CD)
Вильма Этол фон Асгахан (яп. ヴィルマ) — охотница с топором и один из спутников партии Венделина. Раньше она была охотницей, служившей в семье Асгахана, пока глава семьи, генерал Эдгар Асгахан, не принимал ее в рамках своего плана по защите Венделии от ревнивых знаний, представляя ее в качестве возможной жены для него. Вильма родилась с редким заболеванием, вызванным болезнью Героя, которая была в нескольких раз более эффективно направлена на ее изучение в сравнении с другими магами. Из-за ее состояния она стала охотником, чтобы прокормить свой высокий метаболизм и согласиться с тем, чтобы принять своего отца, так как Венделин, известный охотник на монстров, позволит ей есть различные виды мяса монстров. Она также становится одной из жен Венделина.
Сэйю: Мао Итимити (аниме)

## Медиа

### Роман
С июня 2013 года по март 2017 года серия романов публиковалась на пользовательском сайте публикации новинок Shōsetsuka ni Narō. Позже была приобретена Media Factory, которая опубликовала первый том романа в апреле 2014 года под своим лейблом MF Books в журнале MF Books. Восемнадцать томов были выпущены по состоянию на декабрь 2019 года.
| №  | Дата публикации  | ISBN                   |
| -- | ---------------- | ---------------------- |
| 1  | 25 апреля 2014   | ISBN 978-4-04-066719-5 |
| 2  | 25 июля 2014     | ISBN 978-4-04-066924-3 |
| 3  | 24 октября 2014  | ISBN 978-4-04-067133-8 |
| 4  | 23 января 2015   | ISBN 978-4-04-067356-1 |
| 5  | 25 июня 2015     | ISBN 978-4-04-067696-8 |
| 6  | 25 сентября 2015 | ISBN 978-4-04-067785-9 |
| 7  | 25 декабря 2015  | ISBN 978-4-04-068020-0 |
| 8  | 25 апреля 2016   | ISBN 978-4-04-068183-2 |
| 9  | 25 августа 2016  | ISBN 978-4-04-068461-1 |
| 10 | 25 февраля 2017  | ISBN 978-4-04-069087-2 |
| 11 | 24 июня 2017     | ISBN 978-4-04-069274-6 |
| 12 | 25 декабря 2017  | ISBN 978-4-04-069599-0 |
| 13 | 25 апреля 2018   | ISBN 978-4-04-069868-7 |
| 14 | 25 августа 2018  | ISBN 978-4-04-065131-6 |
| 15 | 25 декабря 2018  | ISBN 978-4-04-065389-1 |
| 16 | 25 марта 2019    | ISBN 978-4-04-065636-6 |
| 17 | 25 июля 2019     | ISBN 978-4-04-065907-7 |
| 18 | 25 декабря 2019  | ISBN 978-4-04-064270-3 |
| 19 | 25 марта 2020    | ISBN 978-4-04-064539-1 |

### Манга
Манга-адаптация с иллюстрациями Хироки Кусумото публикуется в онлайне через веб-сайт ComicWalker от издательства Kadokawa Shoten с 2015 года.
| № | Дата публикации  | ISBN                   |
| - | ---------------- | ---------------------- |
| 1 | 19 сентября 2015 | ISBN 978-4-04-067796-5 |
| 2 | 22 марта 2016    | ISBN 978-4-04-068150-4 |
| 3 | 21 ноября 2016   | ISBN 978-4-04-068664-6 |
| 4 | 22 июня 2017     | ISBN 978-4-04-069257-9 |
| 5 | 22 марта 2018    | ISBN 978-4-04-069696-6 |
| 6 | 21 января 2019   | ISBN 978-4-04-065197-2 |
| 7 | 23 декабря 2019  | ISBN 978-4-04-064207-9 |
| 8 | 23 апреля 2020   | ISBN 978-4-04-064468-4 |

В конце 2019 года на том же сайте начался выход новой манги под названием Hachinantte Sore wa Nai Deshō! ~Hajimari no Monogatari~. Её рисованием занимается Банирабо. История манги рассказывает о приключениях Венделина в детстве, не вошедших ни в роман, ни в основную манга-адаптацию.

### Аниме
14 декабря 2018 года была объявлена адаптация аниме-сериала. Производством занялись две студии Shin-Ei Animation и SynergySP под руководством режиссёра Тацуо Миура, по сценарию Такеси Миямото, музыкальное сопровождение напишет композитор Минако Сэки, а за дизайн персонажей отвечает иллюстратор ранобэ Fuzichoco, совместно с Кэйдзи Танабэ. Премьера аниме-сериала состоялась на японских телеканалах Tokyo MX, BS11, AT-X и сервисе Crunchyroll по всему миру 2 апреля 2020 года.